# Liste des sites Natura 2000 de l'Aube
Cet article recense les sites Natura 2000 de l'Aube, en France.

## Statistiques
L'Aube compte 22 sites classés Natura 2000. 17 bénéficient d'un classement comme site d'intérêt communautaire (SIC), 5 comme zone de protection spéciale (ZPS).

## Liste
| Site                                                                       | Type | Superficie (ha) | Fiche     | Coordonnées                      | Photo            |
| -------------------------------------------------------------------------- | ---- | --------------- | --------- | -------------------------------- | ---------------- |
| Bois d'Humégnil-Épothémont                                                 | SIC  | +00417,         | FR2100310 | 48° 24′ 12″ nord, 4° 39′ 29″ est |                  |
| Camp militaire du bois d'Ajou                                              | SIC  | +00267,         | FR2100311 | 48° 24′ 44″ nord, 4° 34′ 17″ est |                  |
| Carrières souterraines d'Arsonval                                          | SIC  | +00345,         | FR2100339 | 48° 16′ 59″ nord, 4° 37′ 29″ est |                  |
| Étang de la Horre                                                          | SIC  | +00725,         | FR2100332 | 48° 30′ 00″ nord, 4° 39′ 17″ est |                  |
| Forêt d'Orient                                                             | SIC  | +06 135,        | FR2100305 | 48° 17′ 53″ nord, 4° 25′ 38″ est |                  |
| Forêts et clairières des Bas-Bois                                          | SIC  | +02 846,        | FR2100309 | 48° 18′ 49″ nord, 4° 16′ 51″ est |                  |
| Garenne de la Perthe                                                       | SIC  | +00637,         | FR2100308 | 48° 36′ 56″ nord, 3° 58′ 33″ est |                  |
| Marais de la Superbe                                                       | SIC  | +00276,         | FR2100285 | 48° 35′ 57″ nord, 3° 54′ 22″ est |                  |
| Marais de la Vanne à Villemaur                                             | SIC  | +00090,         | FR2100282 | 48° 15′ 23″ nord, 3° 45′ 01″ est |                  |
| Marais de Villechetif                                                      | SIC  | +00139,         | FR2100281 | 48° 18′ 41″ nord, 4° 07′ 33″ est |                  |
| Pelouse des Brebis à Brienne-la-Vieille                                    | SIC  | +00040,         | FR2100253 | 48° 21′ 49″ nord, 4° 31′ 36″ est |                  |
| Pelouses et forêts du Barsequanais                                         | SIC  | +00303,         | FR2100251 | 47° 58′ 23″ nord, 4° 31′ 51″ est |                  |
| Prairies et bois alluviaux de la basse vallée alluviale de l'Aube          | SIC  | +00742,         | FR2100297 | 48° 33′ 16″ nord, 3° 59′ 50″ est |                  |
| Prairies de Courteranges                                                   | SIC  | +00041,         | FR2100290 | 48° 16′ 32″ nord, 4° 13′ 54″ est |                  |
| Prairies de la Voire et de l'Héronne                                       | SIC  | +01 088,        | FR2100295 | 48° 28′ 14″ nord, 4° 34′ 43″ est |                  |
| Prairies, marais et bois alluviaux de la Bassée                            | SIC  | +00841,         | FR2100296 | 48° 32′ 20″ nord, 3° 41′ 45″ est |                  |
| Savart du camp militaire de Mailly-le-Camp                                 | SIC  | +00536,         | FR2100257 | 48° 35′ 11″ nord, 4° 19′ 11″ est |                  |
| Barrois et forêt de Clairvaux                                              | ZPS  | +41 156,        | FR2112010 | 48° 08′ 05″ nord, 4° 43′ 45″ est |                  |
| Étang de la Horre                                                          | ZPS  | +01 452,        | FR2110091 | 48° 30′ 00″ nord, 4° 40′ 00″ est |                  |
| Herbages et cultures des vallées de la Voire, de l'Héronne et de la Laines | ZPS  | +02 274,        | FR2112001 | 48° 28′ 14″ nord, 4° 34′ 43″ est |                  |
| Lacs de la forêt d'Orient (d'Orient, Amance et du Temple)                  | ZPS  | +23 575,        | FR2110001 | 48° 16′ 00″ nord, 4° 20′ 00″ est | Le lac du Temple |
| Marigny, Superbe, vallée de l'Aube                                         | ZPS  | +04 527,        | FR2112012 | 48° 36′ 05″ nord, 3° 58′ 48″ est |                  |